# خانه او
خانه او (به انگلیسی: His House) یک فیلم سینمایی آمریکایی انگلیسی در ژانر فیلم ترسناک و دلهره‌آور محصول سال سال ۲۰۲۰ به کارگردانی رمی ویکس است.
اولین نمایش این فیلم در جشنواره فیلم ساندنس در تاریخ ۲۷ ژانویه ۲۰۲۰ بود. در تاریخ ۳۰ اکتبر سال ۲۰۲۰، توسط نتفلیکس به‌طور عمومی منتشر شد.

## داستان
این فیلم داستان یک زوج پناهنده را به تصویر می‌کشد که از سودان جنوبی جنگ زده فراری هولناک را پشت سر می‌گذارند، اما پس این ماجرا آن‌ها تلاش می‌کنند زندگی جدیدی را در از شهرهای انگلیس شروع کنند، اما…